# Experiment Avery–MacLeod–McCarty

Avery i els seus col·laboradors van demostrar que l'ADN era el component clau de l'Experiment de Griffith, en el qual s'injecten bacteris morts a ratolins d'una soca i bacteris vius d'una altra soca,i desenvolupen una infecció de la soca de bacteris morts.

L'experiment d'Avery (Oswald Theodore Avery) i dels seus col·laboradors Colin MacLeod i Maclyn McCarty es va realitzar l'any 1943 i representa un dels experiments fonamentals per avançar en el coneixement de la genètica i de la biologia molecular.

## Constatacions
Mitjançant aquest experiment els científics reixiren a demostrar que el considerat principi transformant (o sigui el portador de la informació gènica) descobert el 1928 per Griffith a través del seu famós Experiment de Griffith era l'ADN.
L'experiment d'Avery està basat en l'implant experimental del fet per Griffith. En resum, Griffith usà Streptococcus pneumoniae. En particular dues soques: 
- la soca S, que pot causar la pulmonia (soca virulenta).
- la soca R que no causa la pulmonia (soca no virulenta).

Per tal d'explicar els seus resultats, Griffith proposà que dins l'interior d'una mescla que contingui bacteris morts S i bacteris vius R, hi ha d'haver hagut un bescanvi d'alguna substància (el material genètic) que hauria conferit virulència als bacteris R (que s'haurien transformat en els S).
L'experiment d'Avery va tractar de determinar quina era aquesta substància.

## Esquema
Avery va fer un cultiu dels pneumococcus del tipus S. En va trencar les cèl·lules (trencant la membrana cel·lular) per obtenir una solució o extracte cel·lular.
Avery i col·laboradors van aconseguir separar l'extracte cel·lular dels seus components macromoleculars i seguidament van intentar entendre quines d'aquestes substàncies podien transformar els bacteris R avirulents en bacteris S virulents.
Els animals de laboratori (ratolins) van sobreviure quan van ser tractats amb totes les biomolècules a les quals s'havien retirat els àcids nucleics:per tant el material genètic havia de ser ADN o ARN.
Per esbrinar quina de les dues substàncies era es van tractar les mostres amb dos enzims diferents un d'ells degradava l'ARN i l'altra degradava l'ADN i així es va determinar que el material genètic havia de ser l'ADN.

## Descripció
Primerament es realitzà un cultiu cel·lular d'E. coli durant diverses generacions (E.coli presenta en condicions òptimes de cultiu un temps de duplicació d'uns 20 minuts) en un medi amb 15N (isòtop pesant). Quan es va aïllar l'ADN va ser extret d'aquestes cèl·lules tenia una densitat major, ja que les noves cèl·lules havien incorporat l'isòtop 15N en el seu ADN. La densitat es mesurà mitjançant ultracentrifugació en gradient de densitat de clorur de Cesi (quan aquesta solució se centrifuga a elevades rpm forma un gradient vertical de densitat així les molècules afegides en aquesta solució es distribueixen en l'estrat del tub d'assaigcorresponent a la seva densitat). La presència de l'ADN en els estrats fou revelat emprant il·luminació amb llum ultraviolada, ja que l'ADN hi reacciona absorbint-la i emetent fluorescència.
Aquestes cèl·lules d'E. coli amb 15N en el seu ADN van ser posades en un medi amb ¹⁴N (isòtop lleuger) i només es va permetre que es dividissin una sola vegada (~20 minuts de cultiu). Llavors s'extragué l'ADN de la mostra de cultiu i es comparà amb l'ADN provinent del¹⁴N ADN i 15N ADN. Es va veure que estava proper a una densitat intermèdia. La hipòtesi de la duplicació conservativa hagués resultat en cadenes amb ADN "pesant" (amb cadenes que contenien 15N) i cadenes amb ADN "lleuger" (amb cadenes que contenien exclusivament ¹⁴N), això no ocorregué i es va excloure que hagués tingut lloc la duplicació conservadora. Tanmateix, aquest resultat era consistent amb les dues duplicacions semiconservativa i dispersiva. La duplicació semiconservadora hauria donat com a resultat un doble filament d'ADN amb un filament de15N ADN, i un de¹⁴N ADN, mentre que la duplicació dispersiva hauria donat lloc a un doble filament d'ADN amb els dos filaments amb mescles de15N i ¹⁴N ADN, qualsevol dels dos hauria aparegut amb ADN de densitat intermèdia.
Per tal de discernir entre la hipòtesi semiconservadora i la dispersiva es va extreure ADN de cèl·lules que havien proliferat durant generacions en un medi amb 15N, seguit de dues divisions en un medi amb ¹⁴N. En aquest cas un cop aïllat l'ADN, aquest es desnaturalitzà amb un xoc tèrmic. Aquest ADN desnaturalitzat s'ultracentrifugà i s'analitzaren les bandes de densitat amb presència d'ADN observant-se dues bandes de diferent densitat. Així doncs si la hipòtesi dispersiva fos la que determina la transmissió de l'ADN s'observaria una ampla banda (fruit de la diferent proporció de ¹⁴N i 15N).Primerament es realitzà un cultiu cel·lular d'E. coli durant diverses generacions (E.coli presenta en condicions òptimes de cultiu un temps de duplicació d'uns 20 minuts) en un medi amb 15N (isòtop pesant). Quan es va aïllar l'ADN va ser extret d'aquestes cèl·lules tenia una densitat major, ja que les noves cèl·lules havien incorporat l'isòtop 15N en el seu ADN. La densitat es mesurà mitjançant ultracentrifugació en gradient de densitat de clorur de Cesi (quan aquesta solució se centrifuga a elevades rpm forma un gradient vertical de densitat així les molècules afegides en aquesta solució es distribueixen en l'estrat del tub d'assaigcorresponent a la seva densitat). La presència de l'ADN en els estrats fou revelat emprant il·luminació amb llum ultraviolada, ja que l'ADN hi reacciona absorbint-la i emetent fluorescència.
Aquestes cèl·lules d'E. coli amb 15N en el seu ADN van ser posades en un medi amb ¹⁴N (isòtop lleuger) i només es va permetre que es dividissin una sola vegada (~20 minuts de cultiu). Llavors s'extragué l'ADN de la mostra de cultiu i es comparà amb l'ADN provinent del¹⁴N ADN i 15N ADN. Es va veure que estava proper a una densitat intermèdia. La hipòtesi de la duplicació conservativa hagués resultat en cadenes amb ADN "pesant" (amb cadenes que contenien 15N) i cadenes amb ADN "lleuger" (amb cadenes que contenien exclusivament ¹⁴N), això no ocorregué i es va excloure que hagués tingut lloc la duplicació conservadora. Tanmateix, aquest resultat era consistent amb les dues duplicacions semiconservativa i dispersiva. La duplicació semiconservadora hauria donat com a resultat un doble filament d'ADN amb un filament de15N ADN, i un de¹⁴N ADN, mentre que la duplicació dispersiva hauria donat lloc a un doble filament d'ADN amb els dos filaments amb mescles de15N i ¹⁴N ADN, qualsevol dels dos hauria aparegut amb ADN de densitat intermèdia.
Per tal de discernir entre la hipòtesi semiconservadora i la dispersiva es va extreure ADN de cèl·lules que havien proliferat durant generacions en un medi amb 15N, seguit de dues divisions en un medi amb ¹⁴N. En aquest cas un cop aïllat l'ADN, aquest es desnaturalitzà amb un xoc tèrmic. Aquest ADN desnaturalitzat s'ultracentrifugà i s'analitzaren les bandes de densitat amb presència d'ADN observant-se dues bandes de diferent densitat. Així doncs si la hipòtesi dispersiva fos la que determina la transmissió de l'ADN s'observaria una ampla banda (fruit de la diferent proporció de ¹⁴N i 15N).